# Podestà di Bologna

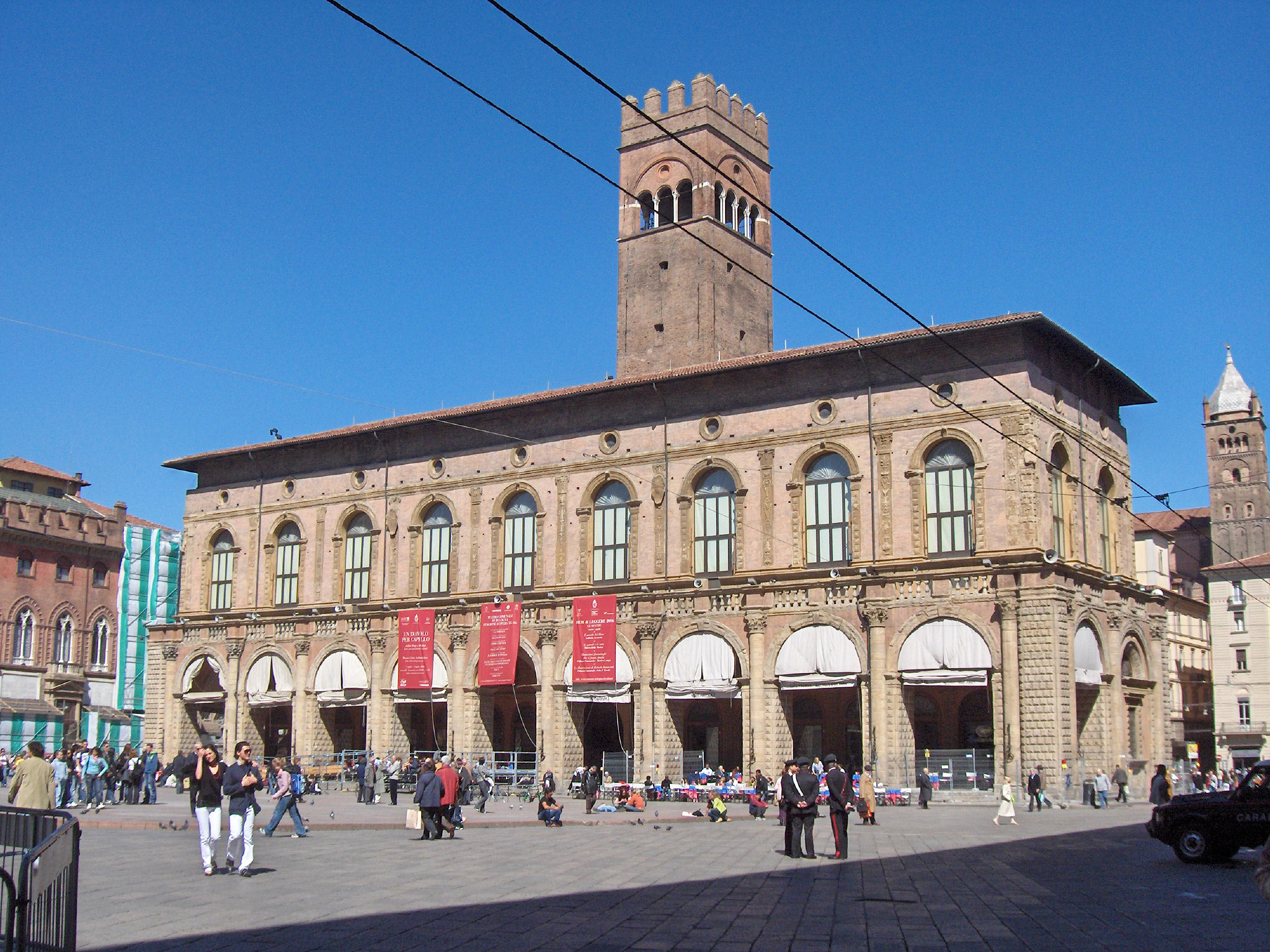
Il Palazzo del Podestà in Piazza Maggiore

Questa voce è un elenco dei Podestà che si sono succeduti nel Comune di Bologna durante il medioevo.

## Podestà annuali
| Anno        | Nome                                         | Note                                           | Fonti                                                           |
| ----------- | -------------------------------------------- | ---------------------------------------------- | --------------------------------------------------------------- |
| 1151 - 1155 | Guido da Sasso                               | di Reggio                                      | Il governo di Bologna                                           |
| 1159        | Guido di Canossa                             |                                                | ibidem                                                          |
| 1162 - 1165 | Bezo                                         | Giudice e Podestà di nomina imperiale          | ibidem                                                          |
| 1164 - 1165 | Guido di Canossa                             |                                                | ibidem                                                          |
| 1177 - 1179 | Pinamonte da Vimercate                       | di Milano                                      | ibidem                                                          |
| 1183        | Guglielmo de Andito                          | (Landi) di Piacenza                            | ibidem                                                          |
| 1184        | Ottolino da Mandello                         |                                                | ibidem                                                          |
| 1185        | Prendiparte                                  |                                                | ibidem                                                          |
| 1186        | Ildebrando (di Maestro) Gualfredo            |                                                | ibidem                                                          |
| 1188        | Guglielmo de Osa                             |                                                | ibidem                                                          |
| 1191        | Angelo da Mantova                            |                                                | ibidem                                                          |
| 1192 - 1193 | Gerardo di Gisla                             | Vescovo                                        | ibidem                                                          |
| 1195        | Guidottino da Pistoia                        | cacciato                                       | ibidem                                                          |
| 1195        | Guido Da Vimercate                           |                                                | ibidem                                                          |
| 1196        | Matteo da Correggio                          | di Parma                                       | ibidem                                                          |
| 1197        | Matteo da Correggio                          | di Parma                                       | ibidem                                                          |
| 1197 - 1199 | Uberto Visconti                              |                                                | ibidem                                                          |
| 1200        | Rolando Rossi                                | di Parma                                       | ibidem                                                          |
| 1201        | Guglielmo Rangoni                            | di Modena                                      | ibidem                                                          |
| 1202        | Gotintesta                                   | di Piacenza                                    | ibidem                                                          |
| 1203        | Guglielmo Pusterla                           | di Milano                                      | ibidem                                                          |
| 1204 - 1205 | Uberto Visconti                              |                                                | ibidem                                                          |
| 1207        | Isacco di Dovara                             | di Cremona                                     | ibidem                                                          |
| 1208 - 1209 | Guido da Pirovano                            | di Milano                                      | ibidem                                                          |
| 1209        | Gigliolo da Sessa                            | reggiano                                       | ibidem                                                          |
| 1210        | Umberto Visconti                             | milanese                                       | ibidem                                                          |
| 1211        | Guglielmo Pusterla                           | di Milano                                      | ibidem                                                          |
| 1212        | Cattelano Caponsacchi                        | fiorentini                                     | ibidem                                                          |
| 1212        | Guido Caponsacchi                            | fiorentini                                     | ibidem                                                          |
| 1213        | Matteo da Correggio                          | di Parma                                       | ibidem                                                          |
| 1214        | Rodolfo di Guido Borgognone                  | lucchese                                       | ibidem                                                          |
| 1215        | Guglielmo Rangoni                            | di Modena                                      | ibidem                                                          |
| 1216        | Viscontino Visconti                          |                                                | ibidem                                                          |
| 1217        | Guido di Canossa                             | (altrove: Guglielmo)                           | ibidem                                                          |
| 1218        | Alberto Pandimiglio                          | trevigiano                                     | ibidem                                                          |
| 1219        | Enrico                                       | conte di Pavia                                 | ibidem                                                          |
| 1220        | Guglielmo da Posterla                        |                                                | ibidem                                                          |
| 1221 - 1222 | Goffredo da Pirovano                         | (altrove: Guidofredo)                          | ibidem                                                          |
| 1223        | Uberto da Ugine                              | (Ozeno) milanese                               | ibidem                                                          |
| 1224        | Guglielmo da Borra                           | milanese                                       | ibidem                                                          |
| 1225        | Pace Boccacci                                | bresciano                                      | ibidem                                                          |
| 1226        | Gerardo Rangoni                              | di Modena                                      | ibidem                                                          |
| 1227        | Spino da Soresina                            |                                                | ibidem                                                          |
| 1228        | Uberto Visconti                              |                                                | ibidem                                                          |
| 1229        | Aliprando Fava                               | bresciano                                      | ibidem                                                          |
| 1230        | Pagano da Pietrasanta                        | milanese                                       | ibidem                                                          |
| 1231        | Federico da Lavellolongo                     | bresciano                                      | ibidem                                                          |
| 1232        | Ranieri Zeno                                 |                                                | ibidem                                                          |
| 1233        | Uberto Visconti                              |                                                | ibidem                                                          |
| 1234        | Guido di Raule                               | da Ravenna                                     | ibidem                                                          |
| 1235        | Carnevale da Milano                          | (altrove: da Ozena)                            | ibidem                                                          |
| 1236        | Compagnone da Pontremoli                     | (altrove: Paltrone, mantovano) morto in carica | ibidem                                                          |
| 1236        | Uberto Sordi                                 |                                                | ibidem                                                          |
| 1237        | Ruffino Guasco                               | dei Guasco Signori di Alice, Alessandria       | Francesco Guasco di Bisio, tav. III Guglielmo Schiavina, p. 121 |
| 1238        | Uberto (o Roberto) da Correggio              |                                                | Il governo di Bologna                                           |
| 1239        | Ardizzone Tosco da Pontecarale (o Poncarale) | (altrove: Lusco) bresciano                     | ibidem                                                          |
| 1240        | Ranieri Zeno                                 | veneziano                                      | ibidem                                                          |
| 1241        | Ottone da Mandello                           | di Milano                                      | ibidem                                                          |
| 1242        | Uberto Visconti                              |                                                | ibidem                                                          |
| 1243        | Azzo da Pirovano                             |                                                | ibidem                                                          |
| 1244        | Arduino Confalonieri                         | di Piacenza                                    | ibidem                                                          |
| 1245        | Filippo Ugoni                                | bresciano                                      | ibidem                                                          |
| 1246        | Ottone Visconti                              |                                                | ibidem                                                          |
| 1247        | Guido Visconti                               |                                                | ibidem                                                          |
| 1248        | Bonifacio de Cario                           | piacentino                                     | ibidem                                                          |
| 1249        | Filippo Ugoni                                |                                                | ibidem                                                          |
| 1250        | Rizzardo da Villa                            |                                                | ibidem                                                          |
| 1250        | Bonifacio de Cario                           |                                                | ibidem                                                          |
| 1251        | Bonifacio Carri                              |                                                | ibidem                                                          |
| 1252        | Enrico da Mora o da Monza                    | (altrove: de Monza, veneziano)                 | Giancarlo Andenna                                               |
| 1253        | Pietro Grillo                                | veneziano                                      | Il governo di Bologna                                           |
| 1253        | Alemanno della Torre                         |                                                | ibidem                                                          |
| 1254        | Ubertino da Ugino                            | (Ozene) milanese                               | ibidem                                                          |
| 1254        | Giacomo da Vimercate                         | milanese                                       | ibidem                                                          |
| 1255        | Rizzardo da Villa                            | milanese                                       | ibidem                                                          |
| 1256        | Manfredo da Marengo                          | da Alessandria                                 | ibidem                                                          |
| 1257        | Bonaccorso da Soresina                       |                                                | ibidem                                                          |
| 1258        | Alberto da Creta                             | (Greco)                                        | ibidem                                                          |
| 1259        | Iacobino Rangoni                             | di Modena                                      | ibidem                                                          |
| 1260        | Lanfranco Ususmaris                          | (Usodimare) genovese                           | ibidem                                                          |
| 1261        | Matteo da Corigia (Correggio)                | di Parma                                       | ibidem                                                          |
| 1262        | Matteo da Correggio                          |                                                | ibidem                                                          |
| 1262        | Andrea Zeno                                  |                                                | ibidem                                                          |
| 1263        | Jacopo Tavernieri                            |                                                | ibidem                                                          |
| 1263        | Giovanni Cari                                |                                                | ibidem                                                          |
| 1264        | Guglielmo da Sesso                           | reggiano                                       | ibidem                                                          |
| 1264        | Andrea Zeno                                  |                                                | ibidem                                                          |
| 1265        | Guglielmo da Sesso                           |                                                | ibidem                                                          |
| 1265        | Filippo Benigno                              |                                                | ibidem                                                          |
| 1266        | Giovanni Dandolo                             |                                                | ibidem                                                          |
| 1267        | Reco (Enrico) della Torre                    |                                                | ibidem                                                          |
| 1267        | Giovanni Dandolo                             |                                                | ibidem                                                          |
| 1268        | Reco della Torre                             |                                                | ibidem                                                          |
| 1268        | Alberto della Fontana                        | di Piacenza                                    | ibidem                                                          |
| 1269        | Alberto Fontana                              |                                                | ibidem                                                          |
| 1270        | Guido da Correggio                           |                                                | ibidem                                                          |
| 1271        | Lanfranco Maloselli                          | (altrove: Maluccelli) genovese                 | ibidem                                                          |
| 1271        | Guido da Correggio                           |                                                | ibidem                                                          |
| 1272        | Luchino Gattalusi                            |                                                | ibidem                                                          |
| 1273        | Guidotto (Guidesto) da Poncarale             | di Bergamo                                     | ibidem                                                          |
| 1274        | Rolando Putaglie                             | di Parma                                       | ibidem                                                          |
| 1274        | Guglielmo da Pusterla                        | di Milano                                      | ibidem                                                          |
| 1275        | Rolando Putaglia                             | gennaio                                        | ibidem                                                          |
| 1275        | Nicoluccio Balugani                          | (di Jesi) luglio - ottobre                     | ibidem                                                          |
| 1276        | Rizzardo da Belvara                          |                                                | ibidem                                                          |
| 1277        | Aldegherio da Enzola                         | di Parma                                       | ibidem                                                          |
| 1277        | Stoldo Rossi                                 |                                                | ibidem                                                          |
| 1278        | Rolandino da Canossa                         | di Reggio                                      | ibidem                                                          |
| 1279 - 1280 | Bertoldo Orsini                              |                                                | ibidem                                                          |
| 1281        | Conte Bertoldo                               | maggio - giugno                                | ibidem                                                          |
| 1281        | Giuliano                                     | luglio - gennaio 1282                          | ibidem                                                          |
| 1281        | Rolandino da Canossa                         | di Reggio                                      | ibidem                                                          |
| 1281        | Stoldo Rossi                                 |                                                | ibidem                                                          |

## Podestà semestrali
| Anno        | Periodo              | Nome                                              | Note                                      | Fonti                 |
| ----------- | -------------------- | ------------------------------------------------- | ----------------------------------------- | --------------------- |
| 1282        | aprile - agosto      | Matteo                                            |                                           | Il governo di Bologna |
| 1282        |                      | Matteo da Corigia                                 | di Parma                                  | ibidem                |
| 1282        |                      | Nicoluccio Balugani                               | di Jesi                                   | ibidem                |
| 1283        |                      | Bonacorso Donati                                  | di Firenze                                | ibidem                |
| 1283        |                      | Nicoluccio Balugani                               | di Jesi                                   | ibidem                |
| 1284        | gennaio - febbraio   | Giovanni Palastrelli                              |                                           | ibidem                |
| 1284        | luglio - dicembre    | Tebaldo Brusati                                   | di Brescia                                | ibidem                |
| 1285        |                      | Maffeo Maggi                                      | di Brescia                                | ibidem                |
| 1285        | luglio - dicembre    | Iohannes de Pescarolo                             | (altrove: de Piscarolis) di Cremona       | ibidem                |
| 1286        |                      | Stricca Salimbeni                                 | di Siena                                  | ibidem                |
| 1286        | luglio - dicembre    | Tebaldo Brusati                                   |                                           | ibidem                |
| 1287        |                      | Ugolino Rossi                                     | (altrove: de Rubeis) di Parma             | ibidem                |
| 1287        | agosto - dicembre    | Gerardo de Glosano                                |                                           | ibidem                |
| 1287        |                      | Bartolomeo Maggi                                  |                                           | ibidem                |
| 1288        |                      | Corrado da Montemagno                             | di Lucca (altrove: di Pistoia)            | ibidem                |
| 1288        | giugno - dicembre    | Bonaccorso o Corso Donati                         | di Firenze                                | ibidem                |
| 1289        |                      | Antonio de Fixiraga                               | di Lodi                                   | ibidem                |
| 1289        | luglio - dicembre    | Zachanus de Zachanis (o Iachanis)                 | (altrove: Giacone dei Giaconi) di Perugia | ibidem                |
| 1290        |                      | Rainaldo Cancellieri                              | di Pistoia                                | ibidem                |
| 1290        | luglio - dicembre    | Bernardino de Scotis                              | (Scotti)                                  | ibidem                |
| 1291        |                      | Antonio de Fixiraga                               | di Lodi                                   | ibidem                |
| 1291        | luglio - dicembre    | Enrichetto da Martinego                           | di Bergamo                                | ibidem                |
| 1291        |                      | Maffeo Maggi                                      | di Brescia                                | ibidem                |
| 1292        |                      | Rosso della Tosa                                  |                                           | ibidem                |
| 1292        | luglio               | Guidottino de Bongis                              | capitano reggente l'ufficio del Podestà   | ibidem                |
| 1292        | agosto - dicembre    | Cellus q. Bartolicti                              | di Spoleto                                | ibidem                |
| 1293        |                      | Lapo Ughi                                         | di Pistoia                                | ibidem                |
| 1293        | ottobre - dicembre   | Ottolino da Mandello                              | di Milano                                 | ibidem                |
| 1294        |                      | Guglielmo de Oldoynis                             | di Cremona                                | ibidem                |
| 1294        |                      | Giovanni da Lucino                                | di Como                                   | ibidem                |
| 1295        |                      | Bertramus de Carcano                              | di Milano                                 | ibidem                |
| 1295        |                      | Florinus de Pontecarali                           | di Brescia                                | ibidem                |
| 1295        |                      | Ianacius Salimbeni                                | di Piacenza                               | ibidem                |
| 1296        |                      | Iacopo Sommariva                                  | di Lodi                                   | ibidem                |
| 1296        |                      | Giacomo da Cassero                                | (altrove: Uguccioni) di Fano              | ibidem                |
| 1297        | gennaio - febbraio   | Otto di guerra                                    | reggenti l'ufficio del Podestà            | ibidem                |
| 1297        | febbraio - luglio    | Teghia Frescobaldi                                | di Firenze                                | ibidem                |
| 1297        | agosto - novembre    | Berardo di Gentile da Varano                      | capitano reggente l'ufficio del Podestà   | ibidem                |
| 1297        | settembre - ottobre  | Anziani, Consoli, Signori del Biado               | reggenti l'ufficio del Podestà            | ibidem                |
| 1297        | novembre - dicembre  | Moroello Malaspina                                |                                           | ibidem                |
| 1298        | gennaio - marzo      | Moroello Malaspina                                |                                           | ibidem                |
| 1298        | marzo - ottobre      | Gaspare da Garbagnate                             | di Milano                                 | ibidem                |
| 1298        | novembre - dicembre  | Ottolino da Mandello                              |                                           | ibidem                |
| 1299        | gennaio - novembre   | Ottolino da Mandello                              |                                           | ibidem                |
| 1299        | dicembre             | Filippo Vergiolesi                                | di Pistoia                                | ibidem                |
| 1300        | gennaio - maggio     | Filippo Vergiolesi                                | di Pistoia                                | ibidem                |
| 1300        | maggio - dicembre    | Pino di Stoldo de Rubeis                          | di Firenze                                | ibidem                |
| 1300        | dicembre             | Guelfo Cavalcanti                                 | di Firenze                                | ibidem                |
| 1301        | gennaio - luglio     | Guelfo Cavalcanti                                 | di Firenze                                | ibidem                |
| 1301        | luglio - dicembre    | Goffredo di Filippo Vergiolesi                    | di Pistoia                                | ibidem                |
| 1302        | gennaio - luglio     | Brodario Atti                                     | di Sassoferrato                           | ibidem                |
| 1302        | luglio - dicembre    | Albertino Confalonieri                            | di Piacenza                               | ibidem                |
| 1303        | gennaio - luglio     | Bernabò Confalonieri                              | di Piacenza                               | ibidem                |
| 1303        | luglio - dicembre    | Roberto de la Crotta                              | di Bergamo                                | ibidem                |
| 1304        | gennaio - luglio     | Michele Morosini                                  | di Venezia                                | ibidem                |
| 1304        | luglio - dicembre    | Simone Engelfredi                                 | di Padova                                 | ibidem                |
| 1305        | gennaio - giugno     | Simone Engelfredi                                 | di Padova                                 | ibidem                |
| 1305        | luglio - dicembre    | Guglielmo Novello Paltrinieri                     | di Padova                                 | ibidem                |
| 1306        | gennaio - febbraio   | Simone Ferrapecori                                | di Parma                                  | ibidem                |
| 1306        | marzo - dicembre     | Bernardino da Polenta                             |                                           | ibidem                |
| 1307        |                      | Gherardo Bostichi                                 | di Firenze                                | ibidem                |
| 1308        |                      | Bertoldo Malpigli                                 | di S. Miniato                             | ibidem                |
| 1309        |                      | Ferrantino Malatesta                              | di Rimini                                 | ibidem                |
| 1310        | gennaio - agosto     | Manno Corradi della Branca                        | di Gubbio, Capitano e Podestà             | ibidem                |
| 1310        | luglio - dicembre    | Simone di Bonifacio de Giacanis                   | di Perugia                                | ibidem                |
| 1311        | gennaio - luglio     | Enrico q. Armanini de Bernarduciis                | di Lucca                                  | ibidem                |
| 1311        | luglio - dicembre    | Tavena Tolomei                                    | di Siena                                  | ibidem                |
| 1312        | gennaio - giugno     | Pinus de Vernaciis                                | di Cremona                                | ibidem                |
| 1312        | giugno - luglio      | Bertolino della Torre                             | di Reggio Emilia                          | ibidem                |
| 1312        | luglio - dicembre    | Nallo di Pietro dei Guelfoni                      | di Gubbio                                 | ibidem                |
| 1313        | gennaio - luglio     | Giacomo de Rubeis                                 | di Firenze                                | ibidem                |
| 1313        | luglio - dicembre    | Giovanni di Brodario                              | di Sassoferrato                           | ibidem                |
| 1314        | gennaio - luglio     | Berardo Guidoni de Corgna                         | (della Cornia) di Perugia                 | ibidem                |
| 1314        | luglio - dicembre    | Giacomino Florini da Poncarale                    | di Brescia                                | ibidem                |
| 1315        | gennaio - febbraio   | Giacomino Florini da Poncarale                    | di Brescia                                | ibidem                |
| 1315        | luglio - dicembre    | Tebaldo de Castronovo                             | di Perugia                                | ibidem                |
| 1316        | gennaio - luglio     | Andrea Tiberi' de Rocca                           | di Assisi                                 | ibidem                |
| 1316        | agosto - dicembre    | Lello di Guglielmo dei Guglielmini                | di Assisi                                 | ibidem                |
| 1317        | gennaio              | Lello di Guglielmo dei Guglielmini                | di Assisi                                 | ibidem                |
| 1317        | febbraio - giugno    | Nicolò di Bandino Bandini                         | di Siena                                  | ibidem                |
| 1317        | luglio - dicembre    | Malocellus de Malocellis                          | di Genova                                 | ibidem                |
| 1318        | gennaio - giugno     | Gocius de Foro                                    | di Brescia                                | ibidem                |
| 1318        | luglio - dicembre    | Albertino da Canossa                              | di Reggio                                 | ibidem                |
| 1319        | gennaio - luglio     | Guido da Camilla                                  | di Genova                                 | ibidem                |
| 1319        | aprile - dicembre    | Guelfo Pugliesi                                   | di Prato                                  | ibidem                |
| 1319        | giugno - dicembre    | Gerardo de Tripoli de Robertis                    | di Reggio                                 | ibidem                |
| 1320        | gennaio - luglio     | Cione Tedaldi                                     | di Città di Castello                      | ibidem                |
| 1320        | luglio - dicembre    | Razzante Ferraboschi                              | (de Foraboschis) di Firenze               | ibidem                |
| 1321        | gennaio - giugno     | Giustinello Teselgardi                            | di Fermo                                  | ibidem                |
| 1321        | luglio               | Artusio di Nicolò da Monzuno                      | in carica per tre giorni                  | ibidem                |
| 1321        |                      | Abizzo Buondelmonti                               | in carica per dieci giorni                | ibidem                |
| 1321        | agosto - dicembre    | Razzante de Foraboschis                           | di Firenze                                | ibidem                |
| 1322        |                      | Niccolò da Carrara                                | di Padova                                 | ibidem                |
| 1322        | luglio - dicembre    | Tommaso de Raynaldis de Mevania                   | di Bevagna                                | ibidem                |
| 1323        | gennaio - febbraio   | Tommaso de Raynaldis de Mevania                   | di Bevagna                                | ibidem                |
| 1323        | aprile - giugno      | Giliolo dalle Putaglie                            | di Parma                                  | ibidem                |
| 1323        | luglio - dicembre    | Roderengo da Martinengo                           |                                           | ibidem                |
| 1324        | gennaio - giugno     | Ianacius Salimbeni                                | di Piacenza                               | ibidem                |
| 1324        | luglio - dicembre    | Berto de Pellariis                                | di S. Gimignano                           | ibidem                |
| 1325        | gennaio - giugno     | Giacomo Confalonieri                              | di Piacenza                               | ibidem                |
| 1325        | luglio - dicembre    | Angelo da Sant'Elpidio                            |                                           | ibidem                |
| 1326        | gennaio - giugno     | Giorgio de Tibaldiscis de Esculo                  |                                           | ibidem                |
| 1326        | agosto - dicembre    | Manuello della Fontana                            | di Piacenza                               | ibidem                |
| 1327        | gennaio - febbraio   | Giacomo q. Cantis Gabrielli                       | di Gubbio                                 | ibidem                |
| 1327        | febbraio - maggio    | Marsilio de Rubeis                                | di Parma, Rettore                         | ibidem                |
| 1327        | maggio - ottobre     | Guido Savina da Fogliano                          | di Reggio, Rettore                        | ibidem                |
| 1327        | novembre - dicembre  | Albertuccio Visdomini                             | di Piacenza, Rettore                      | ibidem                |
| 1328        | gennaio - aprile     | Albertuccio Visdomini                             | di Piacenza, Rettore                      | ibidem                |
| 1328        | maggio - dicembre    | Paolo de Adigheriis                               | di Parma, Rettore                         | ibidem                |
| 1329        | gennaio - giugno     | Bonifacio di Uffreduccio de Iachanis              | di Perugia, Rettore                       | ibidem                |
| 1329        | luglio - dicembre    | Biagio Tornaquinci                                | di Firenze, Rettore                       | ibidem                |
| 1330        | gennaio - giugno     | Bartolomeo Mazzetti                               | di Borgo S. Sepolcro, Rettore             | ibidem                |
| 1330        | luglio - dicembre    | Brandiligi di Gabriello Piccolomini               | di Siena, Rettore                         | ibidem                |
| 1331        | gennaio - giugno     | Passarino della Torre                             | di Milano, Rettore                        | ibidem                |
| 1331        | luglio - dicembre    | Paolo de Adigheriis                               | di Parma, Rettore                         | ibidem                |
| 1332        | gennaio - giugno     | Alamanno de Opiçis (Obizzi)                       | di Lucca, Rettore                         | ibidem                |
| 1332        | luglio - dicembre    | Bindaccio Ricasoli                                | di Firenze, Rettore                       | ibidem                |
| 1333        | gennaio - giugno     | Rainaldo Baliani de Cimis                         | di Staffolo, Rettore                      | ibidem                |
| 1333        | ottobre - dicembre   | Giovanni de Folgoxiis                             | di Piacenza, Rettore                      | ibidem                |
| 1334        | gennaio              | Giovanni de Folgoxiis                             | di Piacenza, Rettore                      | ibidem                |
| 1334        | aprile - maggio      | Rodolfo Grassoni                                  | di Modena                                 | ibidem                |
| 1334        | luglio - novembre    | Jacopus Tedaldi de Ciaccionibus                   | di S. Miniato                             | ibidem                |
| 1334        | dicembre             | Francesco di Brunamonte della Serra               | di Gubbio                                 | ibidem                |
| 1335        | gennaio - giugno     | Francesco di Brunamonte della Serra               | di Gubbio                                 | ibidem                |
| 1335        | luglio - dicembre    | Giovanni q. Doris Moronti                         | di S. Gemignano                           | ibidem                |
| 1336        | gennaio - giugno     | Nello di Mino Tolomei                             | di Siena                                  | ibidem                |
| 1336        | giugno - dicembre    | Francesco di Berardo Berardeschi                  | di Norcia                                 | ibidem                |
| 1337        | gennaio - giugno     | Corradio di Pietro della Branca                   | di Gubbio                                 | ibidem                |
| 1337        | luglio - dicembre    | Ottaviano di Belforte Belforti                    | di Volterra                               | ibidem                |
| 1338        | gennaio - febbraio   | Ottaviano Belforti                                | di Volterra                               | ibidem                |
| 1338        | marzo - dicembre     | Manuello della Fontana                            | di Piacenza                               | ibidem                |
| 1339 - 1340 |                      | Negro Brusati                                     | di Brescia                                | ibidem                |
| 1341        | gennaio - giugno     | Giovanni di Rosso della Tosa                      | di Firenze                                | ibidem                |
| 1341        | luglio - dicembre    | Guglielmo Ciuccii                                 | di Assisi                                 | ibidem                |
| 1342        | gennaio - giugno     | Corrado di Rosso Guizzi                           | (di Montaione) di S. Miniato              | ibidem                |
| 1342        | luglio - dicembre    | Francesco di Berardo Camporini                    | di Ascoli                                 | ibidem                |
| 1343        | gennaio - giugno     | Berto Frescobaldi                                 | di Firenze                                | ibidem                |
| 1343        | luglio - dicembre    | Rinaldo q. Baliani di Cimis                       | (conte) di Staffolo                       | ibidem                |
| 1344        | gennaio - giugno     | Lambertuccio di Tebaldo Ciaccioni                 | di S. Miniato                             | ibidem                |
| 1344        | luglio - dicembre    | Bonifacio Ricciardi                               | (Rizzardi) di Pistoia                     | ibidem                |
| 1345        | gennaio - giugno     | Giovanni de Maçetis                               | di Borgo S. Sepolcro                      | ibidem                |
| 1345        | luglio - dicembre    | Giovanni Sanuto                                   | di Venezia                                | ibidem                |
| 1346        | gennaio - giugno     | Averardo Montesperello                            | di Perugia                                | ibidem                |
| 1346        | luglio - dicembre    | Angelo Tiberti                                    | di Monteleone                             | ibidem                |
| 1347        | gennaio - giugno     | Corrado di Pietro della Branca                    | di Gubbio                                 | ibidem                |
| 1347        | luglio - dicembre    | Brandeligi Piccolomini                            | di Siena                                  | ibidem                |
| 1348        | gennaio - giugno     | Bianco de Foscherinis                             | di Venezia                                | ibidem                |
| 1348        | luglio - dicembre    | Andrea Salamoncelli                               | di Lucca                                  | ibidem                |
| 1349        | gennaio - giugno     | Lodovico Vicardi                                  | di Narni                                  | ibidem                |
| 1349        | luglio - dicembre    | Guido de Caytanis                                 | (Gaitani) di Pisa                         | ibidem                |
| 1350        | gennaio - giugno     | Emanuele della Fontana                            | di Piacenza                               | ibidem                |
| 1350        | luglio - ottobre     | Bartolomeo Cancellieri                            | di Pistoia                                | ibidem                |
| 1350        | ottobre - dicembre   | Gasparino Visconti                                | di Milano                                 | ibidem                |
| 1351        | gennaio - maggio     | Gasparino Visconti                                | di Milano                                 | ibidem                |
| 1351        | maggio - dicembre    | Bernardo de Angoxolis                             | (Anguissola) di Piacenza                  | ibidem                |
| 1352        |                      | Bernardo Anguissola                               |                                           | ibidem                |
| 1353        | gennaio - luglio     | Bernardo Anguissola                               |                                           | ibidem                |
| 1353        | agosto - dicembre    | Ottolino Burri                                    | di Milano                                 | ibidem                |
| 1354        |                      | Ottolino Burri                                    |                                           | ibidem                |
| 1355        | gennaio - febbraio   | Ottolino Burri                                    |                                           | ibidem                |
| 1355        | febbraio - aprile    | Giovanni                                          | Conte di Cocconato                        | ibidem                |
| 1355        | aprile - dicembre    | Armanno de Specteno                               | di Piacenza                               | ibidem                |
| 1356        | gennaio - febbraio   | Guglielmo Arimondi                                | di Parma                                  | ibidem                |
| 1356        | marzo - dicembre     | Tassino Donati                                    | di Firenze                                | ibidem                |
| 1357        | gennaio - febbraio   | Tassino Donati                                    | di Firenze                                | ibidem                |
| 1357        | febbraio - dicembre  | Antonio Cattani                                   | di Ancona                                 | ibidem                |
| 1358        | mancante             | mancante                                          | mancante                                  | mancante              |
| 1359        |                      | Antonio Cattani                                   |                                           | ibidem                |
| 1360        | gennaio - marzo      | Antonio Cattani                                   |                                           | ibidem                |
| 1360        | aprile - giugno      | Antonio di Tommaso de Armucis                     | di Fermo                                  | ibidem                |
| 1360        | giugno - dicembre    | Americo Cavalcanti                                | di Firenze                                | ibidem                |
| 1361        | marzo - agosto       | Fernandus de Hispania                             | (altrove: Vasco Fernandez)                | ibidem                |
| 1361        | settembre - dicembre | Tommaso de Pianzano                               | da Spoleto                                | ibidem                |
| 1362        | gennaio - febbraio   | Tommaso de Pianzano                               | da Spoleto                                | ibidem                |
| 1362        | febbraio - luglio    | Ciappus de Ciappis                                | di Narni                                  | ibidem                |
| 1362        | settembre - dicembre | Giacomo Carocii Alberti                           | di Firenze                                | ibidem                |
| 1363        | gennaio - febbraio   | Giacomo Carocii Alberti                           | di Firenze                                | ibidem                |
| 1363        | marzo - agosto       | Rodolfo Nini de Ciaccionibus                      | di S. Miniato                             | ibidem                |
| 1363        | settembre - dicembre | Antonio di Città di Castello                      | Vicepodestà                               | ibidem                |
| 1363        | novembre - dicembre  | Guelfo Gerardini                                  | (altrove: Ghirardini) di Firenze          | ibidem                |
| 1364        | gennaio - maggio     | Guelfo Gerardini                                  | (altrove: Ghirardini) di Firenze          | ibidem                |
| 1364        | giugno - dicembre    | Raimondo Tolomei                                  | di Siena                                  | ibidem                |
| 1365        | gennaio - giugno     | Raimondo Tolomei                                  | di Siena                                  | ibidem                |
| 1365        | luglio - dicembre    | Rosso Ricci                                       | di Firenze                                | ibidem                |
| 1366        | luglio - dicembre    | Francesco (di Paoluccio) da Calboli               |                                           | ibidem                |
| 1367        |                      | Francesco da Calboli                              |                                           | ibidem                |
| 1368        | gennaio - luglio     | Piero dei marchesi di Monte S. Maria              |                                           | ibidem                |
| 1368        | agosto - dicembre    | Baliganus Manentis de Baliganis de Exio           | (Balugano Balugani di Jesi)               | ibidem                |
| 1369        | gennaio              | Balugano Balugani                                 |                                           | ibidem                |
| 1369        | febbraio - ottobre   | Stefano di Miramonte                              |                                           | ibidem                |
| 1369        | novembre - dicembre  | Carlo dei conti di Battifolle                     |                                           | ibidem                |
| 1370        | gennaio - maggio     | Carlo dei conti di Battifolle                     |                                           | ibidem                |
| 1370        | maggio - dicembre    | Paolo di Rainaldo de Cimis                        | da Staffolo                               | ibidem                |
| 1371        | gennaio - maggio     | Paolo di Rainaldo de Cimis                        | da Staffolo                               | ibidem                |
| 1371        | giugno - dicembre    | Pietro dalla Marina                               | di Recananti                              | ibidem                |
| 1372        | gennaio              | Pietro dalla Marina                               | di Recananti                              | ibidem                |
| 1372        | gennaio - aprile     | Pietro Squarcialupi                               | di Firenze, Vicepodestà                   | ibidem                |
| 1372        | aprile - ottobre     | Uguccione q. Albicelli Buondelmonti               | di Firenze                                | ibidem                |
| 1372        | ottobre - dicembre   | Berardo da Melatino                               |                                           | ibidem                |
| 1373        | gennaio - aprile     | Berardo da Melatino                               |                                           | ibidem                |
| 1373        | aprile - ottobre     | Nicolò di Francesco della Scala                   | di Ancona                                 | ibidem                |
| 1373        | ottobre - dicembre   | Baliganus Manentis de Baliganis de Exio           | (Balugano Balugani)                       | ibidem                |
| 1374        | gennaio - ottobre    | Balugano Balugani                                 |                                           | ibidem                |
| 1374        | ottobre - dicembre   | Francesco conte di Campello                       | di Spoleto                                | ibidem                |
| 1375        | gennaio - giugno     | Francesco conte di Campello                       |                                           | ibidem                |
| 1376        | marzo - dicembre     | Francesco di Cristoforo Scotti                    | di Piacenza                               | ibidem                |
| 1377        | gennaio - febbraio   | Cante di Egidio de Grapaldis                      | di Parma, Vicepodestà                     | ibidem                |
| 1377        | marzo - agosto       | Michele Bonaguidi                                 | di Volterra                               | ibidem                |
| 1377        | settembre - ottobre  | Guelfo di Simone Pugliesi                         | di Prato, Vicepodestà                     | ibidem                |
| 1377        | novembre - dicembre  | Francesco Dotti                                   | di Padova                                 | ibidem                |
| 1378        | gennaio - aprile     | Francesco Dotti                                   | di Padova                                 | ibidem                |
| 1378        | aprile - ottobre     | Nicolò del Veglio                                 | di Lucca                                  | ibidem                |
| 1378        | novembre - dicembre  | Giovanni Frattani                                 | di Narni                                  | ibidem                |
| 1379        | gennaio - aprile     | Giovanni Frattani                                 | di Narni                                  | ibidem                |
| 1379        | aprile - ottobre     | Fantino de Georgis (Zorzi)                        | di Venezia, Podestà e Capitano            | ibidem                |
| 1379        | novembre - dicembre  | Ilario de Sangonaciis (Sanguinazzi)               | di Padova, Podestà e Capitano             | ibidem                |
| 1380        | gennaio - aprile     | Ilario de Sangonaciis (Sanguinazzi)               | di Padova, Podestà e Capitano             | ibidem                |
| 1380        | maggio - novembre    | Bonifacio Coppi (di Montefalco)                   | di Perugia, Podestà e Capitano            | ibidem                |
| 1380        | dicembre             | Francesco conte di Campello                       | di Spoleto, Podestà e Capitano            | ibidem                |
| 1381        | gennaio - maggio     | Francesco conte di Campello                       | di Spoleto, Podestà e Capitano            | ibidem                |
| 1381        | giugno - novembre    | Ranietti Simonetti                                | di Jesi, Podestà e Capitano               | ibidem                |
| 1381        | dicembre             | Alberto Guidalotti                                | di Perugia, Podestà e Capitano            | ibidem                |
| 1382        | gennaio - maggio     | Alberto Guidalotti                                | di Perugia, Podestà e Capitano            | ibidem                |
| 1382        | luglio - dicembre    | Ranieri di Francesco Zacci                        | di Pisa, Podestà e Capitano               | ibidem                |
| 1382        | dicembre             | Bisaccione conte di Piagnano                      | (altrove: Olivi conte di Fagnano)         | ibidem                |
| 1383        | gennaio - maggio     | Bisaccione conte di Piagnano                      |                                           | ibidem                |
| 1383        | giugno - dicembre    | Lodovico di Tommaso Corradi di Castel Rinaldo     | di Todi                                   | ibidem                |
| 1384        | gennaio - giugno     | Roberto di Mario Camporini                        | di Ascoli                                 | ibidem                |
| 1384        | luglio - dicembre    | Minalberto de Caroctiis                           | (altrove: Nino Carozzi) di Todi           | ibidem                |
| 1385        | gennaio - agosto     | Minalberto de Caroctiis                           | (altrove: Nino Carozzi) di Todi           | ibidem                |
| 1385        | settembre - dicembre | Marco dei marchesi Malaspina di Olivola           | Podestà e Capitano                        | ibidem                |
| 1385        | agosto - ottobre     | Manetto Manetti                                   | di Prato, Vicepodestà                     | ibidem                |
| 1386        | gennaio - settembre  | Marco dei marchesi Malaspina                      | Podestà e Capitano                        | ibidem                |
| 1386        | ottobre - dicembre   | Manfredo de Buzacharinis                          | di Pisa                                   | ibidem                |
| 1387        | gennaio - settembre  | Manfredo de Buzacharinis                          | di Pisa                                   | ibidem                |
| 1387        | ottobre - dicembre   | Andrea Pierleoni                                  | di Rimini                                 | ibidem                |
| 1388        | gennaio - febbraio   | Andrea Pierleoni                                  | di Rimini                                 | ibidem                |
| 1388        | marzo - settembre    | Pietro Morosini                                   | di Venezia                                | ibidem                |
| 1388        | settembre - dicembre | Guelfo Pugliesi                                   | di Prato                                  | ibidem                |
| 1389        | gennaio - settembre  | Guelfo Pugliesi                                   | di Prato                                  | ibidem                |
| 1389        | ottobre - dicembre   | Antonio Berardino dei Conti di Romena             |                                           | ibidem                |
| 1390        | gennaio - marzo      | Antonio Berardino dei Conti di Romena             |                                           | ibidem                |
| 1390        | aprile - settembre   | Vanni di Michele Castellani dell'Incisa           |                                           | ibidem                |
| 1390        | settembre - ottobre  | Antonio di Vanni Moriconi                         | di Recanati, Vicepodestà                  | ibidem                |
| 1390        | novembre - dicembre  | Francesco Nectioli Gabrielli                      | di Gubbio                                 | ibidem                |
| 1391        | gennaio - aprile     | Francesco Gabrielli                               | di Gubbio                                 | ibidem                |
| 1391        | maggio - ottobre     | Giovanni di Vinciguerra Panciatichi               | di Fucecchio                              | ibidem                |
| 1391        | novembre - dicembre  | Lodovico de Purgiglis                             | Podestà e Capitano                        | ibidem                |
| 1392        | gennaio - aprile     | Lodovico de Purgiglis                             | (Conte di Porcia) Podestà e Capitano      | ibidem                |
| 1392        | maggio - ottobre     | Francesco Dotti                                   | di Padova                                 | ibidem                |
| 1392        | novembre - dicembre  | Giovanni da Pontegranario                         | Vicepodestà                               | ibidem                |
| 1393        | gennaio - aprile     | Guido de Mataffariis                              | di Yadra (Zara)                           | ibidem                |
| 1393        | maggio - ottobre     | Filippo di Alamanno Adimari                       | di Firenze, Podestà e Capitano            | ibidem                |
| 1394        | aprile - ottobre     | Giacomo Andreoni                                  | di Perugia, Podestà e Capitano            | ibidem                |
| 1394        | novembre - dicembre  | Giovanni Gradonico                                | di Venezia                                | ibidem                |
| 1395        | gennaio - ottobre    | Giovanni Gradonico                                | (Gradenigo) di Venezia                    | ibidem                |
| 1395        | novembre - dicembre  | Riccardo di Bagno dei conti di Modigliana         |                                           | ibidem                |
| 1396        | gennaio - aprile     | Riccardo di Bagno dei conti di Modigliana         |                                           | ibidem                |
| 1396        | maggio - novembre    | Angelo Diliani de Crespori                        | di Padova                                 | ibidem                |
| 1396        | novembre - dicembre  | Nicolò Calvi                                      | di Roma                                   | ibidem                |
| 1397        | gennaio - maggio     | Nicolò Calvi                                      | di Roma                                   | ibidem                |
| 1397        | maggio - ottobre     | Guelfo Pugliesi                                   | di Prato                                  | ibidem                |
| 1397        | novembre - dicembre  | Giovanni dei conti di Sarteano                    |                                           | ibidem                |
| 1398        | gennaio - aprile     | Giovanni dei conti di Sarteano                    |                                           | ibidem                |
| 1398        | maggio - dicembre    | Giacomo Raducchi                                  | di Yadra (Zara)                           | ibidem                |
| 1399        | gennaio - maggio     | Giacomo Raducchi                                  | di Yadra (Zara)                           | ibidem                |
| 1399        | giugno - dicembre    | Brancuccio di Berto Elmi dei conti di S. Cristina | di Foligno                                | ibidem                |
| 1400        | gennaio - maggio     | Brancuccio di Berto Elmi dei conti di S. Cristina | di Foligno                                | ibidem                |
| 1400        |                      | Francesco Zaffoni conte d'Arsio                   | di Trento                                 | ibidem                |